# Austrohúngaro
Austrohúngaro est un label discographique espagnol, basé à Barcelone. Fondé par Manolo Martínez et Genís Segarra, membres du groupe musical Astrud, son activité d'édition a débuté en 2000. Jusqu'en 2017, il a publié 41 références.

## Histoire

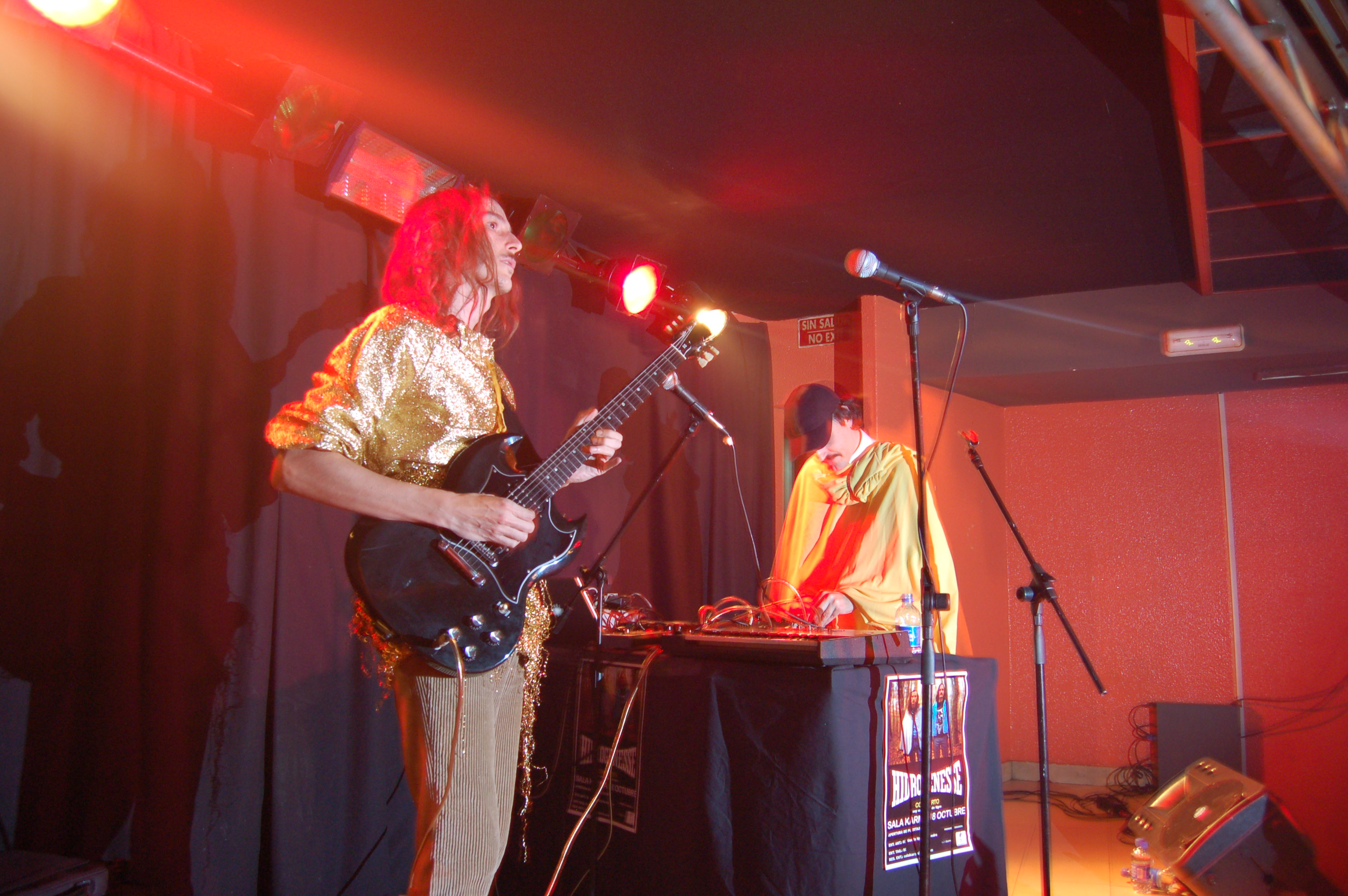
Hidrogenesse (Genís Segarra - à gauche - et Carlos Ballesteros - à droite) l'un des groupes de référence du label.

Genis Segarra (à gauche) et Manolo Martínez (au centre), membres d'Astrud et fondateurs d'Austrohúngaro, avec les membres du Col-lectiu Brossa. Adoptant comme nom le mot fétiche du réalisateur Luis García Berlanga, Austrohúngaro est né en 1997, organisant des soirées (appelées Sonajero, une alternative au festival Sónar), des concerts, et publiant des démos. Au printemps 2000, Manolo Martinez et Genís Segarra fondent officiellement Austrohúngaro en tant que label, et sont rejoints plus tard par Carlos Ballesteros. L'objectif est de disposer d'une plate-forme pour publier leurs propres disques, de donner un débouché à leurs projets parallèles et de publier des disques de groupes liés à la philosophie du label : allier pop, humour et musique électronique.

« On s'occupe que de la logistique, pas de la créativité des gens. Si on avait été courageux, on aurait arrêté d'éditer des disques et tout mis sur Internet. Mais on a pas la fibre commerciale, et on est plutôt old school. On aime les produits qui possèdent une couverture et un livret. On est donc devenu un label dans la pire période pour être un label et on a sorti des disques quand personne ne les achetait. »

— Genís Segarra et Carlos Ballesteros sur Austrohúngaro (2007).
Depuis, Austrohúngaro a sorti des albums et des singles des groupes et artistes Chico y Chica, Hidrogenesse (projet parallèle de Genís), Mano de Santo, Feria (ex-Biscuits Salés), Alma-X, Espanto, Hello Cuca et Lidia Damunt, AlfaCrepus (projet formé par Fernando Alfaro et Joe Crepúsculo) et Dúo Tata. En 2003, il a également édité la bande sonore de Un mystique determinado, du vidéaste Carles Congost.
Au cours de son existence, le label a publié des compilations telles que Lujo y Miseria, une compilation de groupes du label, publiée à l'origine en 1997 sur le label Acuarela, et Indicios, le deuxième album solo de Carlos Berlanga publié à l'origine en 1994 sur le label Compadres.
L'une de ses dernières initiatives a été l'édition d'une collection de mini-vinyles, appelée Golden Greats, où les artistes invités reprennent ou collaborent avec des chansons écrites par d'autres artistes. Jusqu'en 2018, neuf références sont publiées dans cette compilation avec la participation des groupes uniques Dúo Tata, Hidrogenesse, Chico y Chica,, Doble Pletina, Espanto et Lidia Damunt